# Монарх-великодзьоб чорногорлий
Монарх-великодзьоб чорногорлий (Clytorhynchus nigrogularis) — вид горобцеподібних птахів родини монархових (Monarchidae). Ендемік Фіджі. Санта-крузький монарх-великодзьоб раніше вважався підвидом чорногорлого монарха-великодзьоба.

## Опис
Довжина птаха становить 21 см. У самців голова і горло чорні, на скронях світло-сірі плями, решта тіла сіро-коричнева. Самиці і молоді птахи мають повністю коричневе забарвлення. Дзьоб міцний, чорний, з роговими краями і кінчиком. Голос — протяжний свист, що коливається.

## Поширення і екологія
Чорногорлі монархи-великодзьоби живуть у вологих рівнинних тропічних лісах. Зустрічаються на висоті до 1200 м над рівнем моря.

## Збереження
МСОП класифікує стан збереження цього виду як близький до загрозливого. За оцінками дослідників, популяція чорногорлих монархів-великодзьобів становить від 1500 до 7000 птахів. Їм загрожує знищення природного середовища, а також конкуренція з інтродукованими видами птахів.